# Dino Compagni
Dino Compagni (nacido como Aldebrandino Compagni en 1246 o 1247 en Florencia, Italia) fue un comerciante, político y escritor florentino que vivió entre los siglos XIII y XIV. Es conocido por haber escrito la "Crónica de los Blancos y los Negros" (it. Cronica delle cose occorrenti ne' tempi suoi), tratado historiográfico que relata distintos sucesos históricos de la ciudad de Florencia entre 1280 y 1312. 

## Reseña biográfica
Nació en el seno de una familia popolana hacia el año 1246 o 1247, fue un personaje activo de la escena pública florentina durante los sucesos que convulsionaron la vida de la ciudad a fines del siglo XIII y principios de siglo XIV. Coetáneo de Dante Alighieri, a pesar de sus orígenes populares logró hacerse un lugar en la política de Florencia, ciudad donde fue nombrado Cónsul del Arte de la Seda en siete ocasiones durante 1283 y 1290, confaloniero de justicia en 1293 y prior de la ciudad en dos ocasiones (1289 y 1301).
Perteneciente a la facción de los güelfos blancos, se retiró de la vida pública tras la pacificación de la ciudad llevada a cabo por Carlos de Valois que derivó en el exilio de otros militantes güelfos, entre ellos el mismo Dante Alighieri.
Entre los años 1310 y 1312 escribió la célebre Crónica delle cose occorrenti ne' tempi suoi, tratado de carácter historiográfico que narra los sucesos de la ciudad de Florencia entre 1280 y 1312, donde el autor ubica el nacimiento del faccionalismo guelfo, y año de composición de la obra.
Tras su retirada continuó con su actividad de comerciante del sector textil hasta su muerte, en 1324.

## La "Cronica delle cose occorrenti ne' tempi suoi"
El tratado historiográfico escrito por Compagni, disponible en castellano gracias a la traducción de José Luis Romero (1948) con el título de "Crónica de los blancos y los negros", es un texto canónico de la literatura italiana de los orígenes. 
Durante el siglo XIX la veracidad de la crónica fue puesta en discusión por distintos filólogos alemanes y florentinos en lo que se llamó la "cuestión dinista". Tras el trabajo filológico del crítico literario Isidoro del Lungo, quien editó el texto en un monumental volumen que incluye también un poema atribuido a Compagni, la cuestión quedó saldada, quedando hoy en día consenso en torno a la autoría y originalidad del texto.
El manuscrito más antiguo del que se tenga noticia está datado en torno al 1724 y se encuentra en la Biblioteca Marucelliana de la ciudad de Florencia.
Tradicionalmente se ha dividido el escrito en tres libros, precedidos por un proemio que explica las intenciones del autor.
El primer libro, compuesto por veintisiete capítulos, comienza con una descripción geográfica de la ciudad de Florencia. Se hace mención a los hechos de 1215, que el autor ubica en el origen de las disputas de facciones que azotaron Florencia durante el siglo XIII, para luego saltar a la década de 1280.
El segundo libro, compuesto por treinta y seis capítulos, narra los sucesos entre 1301 y 1303. Durante 1302 una serie de guerras intestinas entre los güelfos negros y blancos, resultó en la expulsión y ostracismo de miembros importantes de la vida pública de Florencia, entre los cuales estaba Dante Alighieri, también presente en la crónica (p.159). 
El tercer libro, compuesto por cuarenta y dos capítulos, narra los hechos acontecidos entre 1303 y el presente del autor. Dino Compagni en el cierre de su obra, narra en clave moral la falta de solución política de la ciudad y su caída en los mayores conflictos entre Papado, Imperio y reinos europeos.
La crónica es considerada por parte de distintos académicos italianos como un testimonio de alto valor histórico, lingüístico y literario, así como una pieza importante en la historia de la lengua italiana.

## Ediciones de la crónica
Dino Compagni (1948) La crónica de los blancos y los negros. Introducción y estudio preliminar de José Luis Romero. Buenos Aires: Nova.
Dino Compagni (1983) Crónica delle cose occorrenti ne’ tempi suoi. Introducción y estudio preliminar de Guido Bezzola. Milán: Biblioteca Universale Rizzoli.
Dino Compagni (2000) Crónica delle cose occorrenti ne’ tempi suoi. Edición crítica de Davide Cappi. Roma: Istituto storico italiano per il Medioevo. 
Dino Compagni (2013) Crónica. A cargo de Davide Cappi. Carocci editore.